# Classe Dupleix
Pour les articles homonymes, voir Dupleix.
La classe Dupleix est une classe de croiseurs cuirassés construits pour la Marine française au début du XXe siècle. 

## Unités de la classe
| Nom     | Chantier                                       | Quille        | Lancement         | Service effectif | Fin de carrière           | Photo |
| ------- | ---------------------------------------------- | ------------- | ----------------- | ---------------- | ------------------------- | ----- |
| Dupleix | Arsenal de Rochefort                           | février 1898  | 28 avril 1900     | 1903             | Retiré du service en 1919 |       |
| Desaix  | Forges et Chantiers de la Loire, Saint-Nazaire | novembre 1897 | 21 mars 1901      | 1904             | démantelé en 1927         |       |
| Kléber  | Forges et Chantiers de la Gironde, Bordeaux    | avril 1898    | 20 septembre 1902 | 1904             | coulé le 27 juin 1917     |       |